# Gyézuri házcsoport
Gyézuri házcsoport románul: Viezuri, falu Romániában, Erdélyben, Fehér megyében. Közigazgatásilag Bokajfelfalu községhez tartozik.

## Fekvése
Kurpény mellett fekvő település.

## Története
Gyézuri házcsoport korábban Kurpény része volt, 1956 körül vált külön 116 lakossal.
1966-ban 81, 1977-ben 39, 1992-ben 17, a 2002-es népszámláláskor pedig 8 román lakost számoltak itt össze.